# Винделен, Генрих
Ге́нрих Ви́нделен (нем. Heinrich Windelen; 25 июня 1921, Болькенхайн, Силезия — 16 февраля 2015, Варендорф, Северный Рейн-Вестфалия) — немецкий государственный деятель, член Христианско-демократического союза, депутат бундестага, министр по делам беженцев, переселенцев и пострадавших от войны и министр внутригерманских отношений.

## Биография

### Молодые годы
Генрих Винделен родился 25 июня 1921 года в Болькенхайне в Силезии. Он был третьим из восьми детей в семье Энгельберта и Анны Винделенов. Семья отца была родом из Нижнего Рейна, скорняк по профессии, он был активным членом Партии Центра и Рейхсбаннера, и частым гостем в их доме был бывший рейхсканцлер Йозеф Вирт. После прихода к власти Гитлера в 1933 году, они перешли в оппозицию национал-социализму.
Окончил среднюю школу в Болькенхайне, не вступал в гитлерюгенд, в 1939 году в Штригау, Генрих сдал экзамены на аттестат зрелости и был призван на работу Имперской службой труда. В 1940 году поступил в Бреслауский университет, где изучал физику и химию. В 1941 году Винделен был призван в вермахт. В 1945 году он попал в американский плен в звании в фельдфебеля в резерве, не став офицером из-за неприятия нацистского режима.

### Политическая карьера
После освобождения Винделен беженцем пришёл в Вестфалию (ФРГ). Чтобы «участвовать в формировании послевоенного порядка», в 1946 году он вступил в Христианско-демократический союз и основал Молодёжный союз Варендорфа. В 1948 году Винделен окончил бизнес-курсы и в 1949 году вместе с отцом стал сооснователем пароходной компании, а позже — партнёром мебельной компании. В политической деятельности он руководствовался принципами католицизма и идеями Конрада Аденауэра.
В 1947—1948 годах Винделен был членом крайстага района Варендорф, в 1948—1964 годах — городским уполномоченным Варендорфа, а в 1964—1966 годах — снова членом крайстага. На этих должностях Винделен сыграл важную роль в формировании облика и ландшафта города, сооружении развлекательных и спортивных объектов, в частности Спортивной школы бундесвера и Национального учебного центра Немецкого олимпийского комитета по конному спорту.
В 1957 году он избрался членом бундестага от федерального округа Варендорф. С 1965 по 1967 год Винделен был председателем комитета по аудиту. В 1969 году он был министром по делам беженцев, переселенцев и пострадавших от войны у канцлера Курта Кизингера, уйдя в отставку после выборов. В том же году он стал членом Национального комитета партии, и с тех пор неоднократно переизбирался. С 1969 по 1980 год Винделен был заместителем председателя фракции ХДС/ХСС. С 1970 по 1977 год он был председателем ХДС земли Вестфалия-Липпе, а позже стал почётным председателем исполнительного комитета ХДС земли Северный Рейн-Вестфалия. С 1977 по 1981 год Винделен был председателем бюджетного комитета, а с 1981 по 1983 год — вице-президентом бундестага. С 1983 до 1987 года он занимал пост министром внутригерманских отношений у канцлера Гельмута Коля, подав в отставку после выборов. На всех постах Винделен поддерживал прагматическую политику по отношению к ГДР, выступал против Варшавского договора и Договора об объединении Германии.
В 1990 году Винделен не стал переизбираться в бундестаг, в котором провёл 33 года.

### Последующая жизнь
После ухода из активной политики, с 1991 по 1995 год Винделен был сопредседателем Фонда польско-немецкого сотрудничества, активно интересуясь делами страны. В честь его 90-летия, в 2011 году бургомистр Варендорфа Йохен Вальтер удостоил Винделена почётного гражданства города.

### Смерть
Генрих Винделен скончался в ночь на 16 февраля 2015 года в возрасте 93 лет в Варендорфе. Бургомистр города Йохен Вальтер объявил о трауре, отметив, что «как ключевой свидетель и осмотрительно умный политик, Генрих Винделе до последних дней был вовлечён в социальные события. Город Варендорф преклоняется перед большой и чрезвычайно похвальной личностью. Совет и администрация всегда будет помнить о нём в знак благодарности и высокого признания славной памяти».

## Личная жизнь
Был женат, четверо детей.

## Награды
- Орден «За заслуги перед Федеративной Республикой Германия»[12]:
  - Большой крест (1969).
  - Большой крест со звездой (1977).
  - Большой крест со звездой и плечевой лентой (1985).
- Силезский щит[нем.] (1981)[13].
- Большой золотой почётный знак со звездой «За заслуги перед Австрийской Республикой» (1983)[12].
- Почётный гражданин Варендорфа (1991)[14].